# 小行星5561
小行星5561（英語：5561 Iguchi）是一颗围绕太阳公转的小行星。1991年8月17日，大友哲在藤枝市发现了此天体。
这颗小行星的绝对星等为70.77711634168307等。